# Anastoechus aurecrinitus
Anastoechus aurecrinitus är en tvåvingeart som beskrevs av Du och Yang 1991. Anastoechus aurecrinitus ingår i släktet Anastoechus och familjen svävflugor. Inga underarter finns listade i Catalogue of Life.